# Інтернет партія України

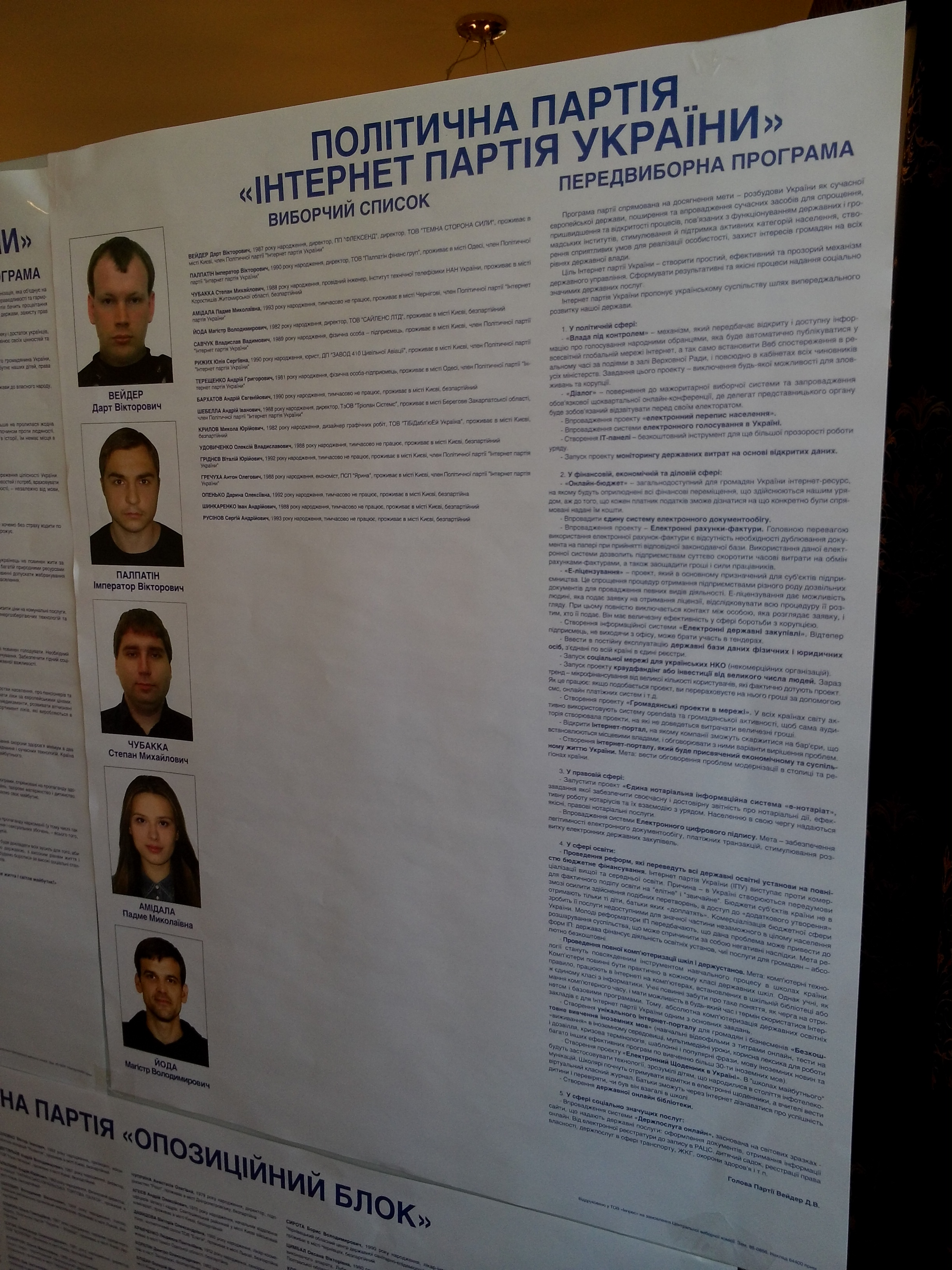
Виборчий список на Парламентських виборах 2014 року

Інтернет партія України (офіційна назва; за українським правописом — Інтернет-партія) — політична партія України, створена 2007 року. Засновник — Голубов Дмитро Іванович, який підозрювався у крадіжках грошей з банківських рахунків у крупних розмірах.

## Історія

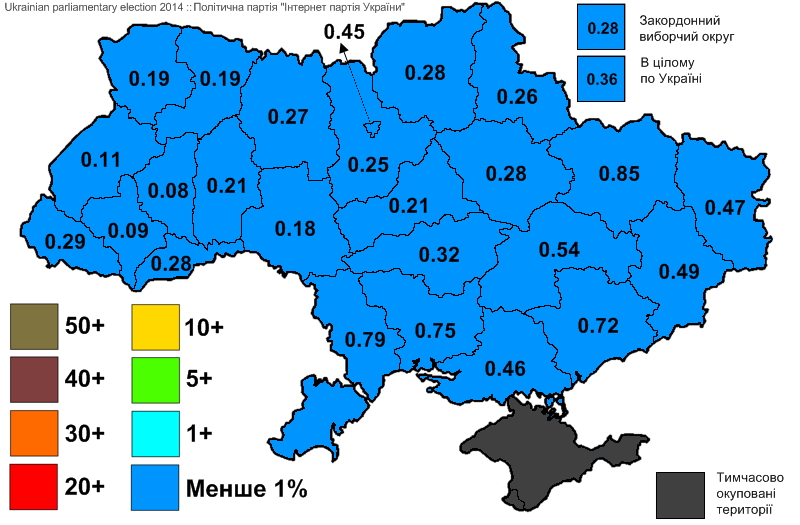
Результати виборів до ВР України. 2014 рік.

У 2006–2007 роках партію почав створювати український кіберзлочинець Дмитро Голубов. Установчий з'їзд відбувся 1 жовтня 2007.
1 березня 2009 року в Одесі відбувся перший «з'їзд» партії. Серед відомих членів є зокрема віце-президент Союзу адвокатів України Петро Бойко та колишній чемпіон світу та Європи з тайського боксу Денис Григор'єв.
1 серпня 2011 партію зареєстровали в Міністерстві юстиції, проте вона не виконала вимоги закону про реєстрацію осередків у більшості областей України, через що Постановою Окружного адміністративного суду Києва від 23 січня 2013 року її реєстрацію анульовали.
У лютому 2013 року до партії приєднався відомий український хакер Шебелла Андрій (Dementor), що 2011 року звинувачувався в участі в гакерському русі Anonymous та викраденні грошових коштів з банкоматів.
17 вересня 2013 Вищий адмінсуд України ухвалив рішення скасувати постанову Окружного адміністративного суду міста Києва від 23 січня 2013 року і ухвалу Київського апеляційного адміністративного суду від 2 квітня 2013 року. На офіційній сторінці Державної реєстраційної служби станом на листопад 2018 року відновлена.
У березні 2014 року від цієї партії як кандидат на Виборах Президента України 2014 р. був висунутий персонаж, якого назвали Вейдер Дарт Олексійович. На парламентські вибори того ж року партія висунула 5 «Дартів Вейдерів» з іншими іменами та по-батькові (Вікторович, два Володимировичі, Михайлович та Олегович), ще 8 істот пішли на ці вибори шляхом «самовисування».
На парламентських виборах 2014 голова партії Дмитро Голубов, висунутий «Блоком Петра Порошенка», переміг в окрузі № 136 (Одеса).

## Мета
За мету партія декларує створення привабливих інвестицій в Україні та вихід на новий рівень розвитку економіки та сучасних технологій. Задекларовані методи:
- комп'ютеризація всієї країни
- ліквідація бюрократії в негативному її розумінні[15]
- перехід на цифрові носії та відхід від паперової тяганини
- безкоштовні курси ПК і іноземних мов для всіх громадян України за рахунок бюджету
- 7 податків замість 98
- єдиний податок на прибуток 25 %
- скасування ПДВ
- заборона на продаж ГМ продуктів на території України
- створення офшорних зон в Україні
- вихід з ФАТФ (Групи з розробки фінансових заходів боротьби з відмиванням грошей)
- заборона на накладення арешту вкладів рішенням суду або за міжнародним запитом